# Tricholathys relicta
Tricholathys relicta är en spindelart som beskrevs av S. V. Ovtchinnikov 200. Tricholathys relicta ingår i släktet Tricholathys och familjen kardarspindlar. Inga underarter finns listade i Catalogue of Life.